# 브라티슬라프 1세

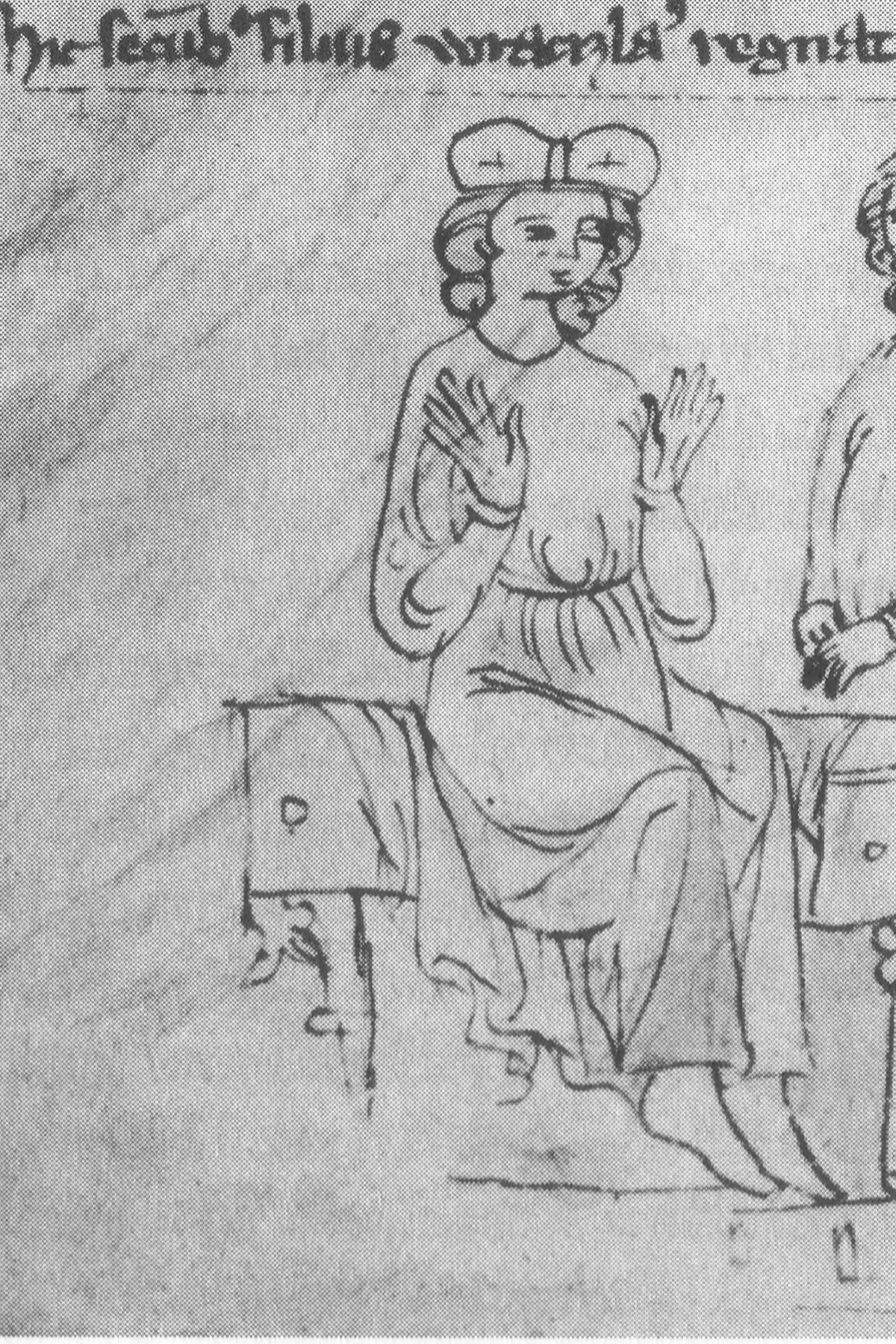
브라티슬라프 1세

브라티슬라프 1세(체코어: Vratislav I., 888년경 ~ 921년 2월 13일)는 보헤미아의 공작(재위: 915년 ~ 921년)이다.

## 생애
보르지보이 1세 공작과 그의 아내인 루드밀라(Ludmila)의 아들이며 스피티흐네프 1세 공작의 동생이다. 906년경에 헤벨리(Hevelli)의 공주였던 드라호미라(Drahomíra)와 결혼했다. 슬하에 두 아들인 바츨라프 1세, 볼레슬라프 1세를 두었는데 두 아들 모두 훗날 보헤미아의 공작을 역임하게 된다.
915년에 사망한 스피티흐네프 1세 공작의 뒤를 이어 보헤미아의 공작으로 즉위했다. 당시 보헤미아는 대모라바 왕국의 정치적, 문화적 영향을 받았으며 동프랑크 왕국, 특히 바이에른의 영향을 받았다.
919년 또는 921년에 헝가리 군대와의 전투 도중에 사망한 것으로 추정된다. 그의 공작위는 바츨라프 1세가 승계받았다.
| 전임 스피티흐네프 1세 | 보헤미아의 공작 915년 ~ 921년 | 후임 바츨라프 1세 |